# Arthrodosis globosus
Arthrodosis globosus là một loài bọ cánh cứng trong họ Tenebrionidae. Loài này được Faldermann miêu tả khoa học đầu tiên năm 1837.